# ダレン・シャン (小説)
『ダレン・シャン』 (The Saga of Darren Shan) シリーズは、同名の作家ダレン・シャン著の児童向けのファンタジー小説。全12巻（外伝を含むと全13巻）。2008年10月の時点で、世界33か国で、30の異なる言語に翻訳・出版されている。

## あらすじ
ひょんなことから「奇怪なサーカス」シルク・ド・フリークのチケットを手に入れた、蜘蛛好きという他には平凡な少年ダレン・シャンは、深夜に家を抜け出し親友のスティーブと観に行ったサーカスで、毒グモマダム・オクタを操る正体不明のバンパイア・ラーテン・クレプスリーと出会う。自分のせいでマダム・オクタに噛まれたスティーブの命を助ける為、ダレンはラーテン・クレプスリーと恐ろしい取引をすることになる。そして、ダレンの運命の歯車は大きく狂っていく。
3巻ごとにひと区切りの構成になっている。
1巻〜3巻がシルク・ド・フリーク三部作、4巻〜6巻がバンパイア・マウンテン三部作、7巻〜9巻がハンター三部作、10巻〜12巻がディスティニー三部作と呼ばれている。

## 登場人物

### 主要登場人物
ダレン・シャン（Darren Shan）
物語の主人公。本作は全て彼からの視点で描かれる。好奇心旺盛でクモとサッカーが好きな普通の少年であったが、友人であるスティーブ・レナードと連れ立って奇怪なサーカス、シルク・ド・フリークを観に行った際、団員のクレプスリーの操る毒蜘蛛マダム・オクタに魅了されて盗み出してしまった。しかしマダム・オクタにスティーブが噛まれて意識不明になるという事故が起こり、スティーブを救うためにクレプスリーと取引をし、半バンパイア（半分人間）となった。その後、純化作用により徐々に本物のバンパイアに近づいていく。
当初は人間である自分を捨てきれず、完全なバンパイアになることを拒み人の血を飲むことに激しく抵抗したが、衰弱死寸前に友人サム･グレストの血を飲み克服。その後は殺人鬼マーロックを倒したり、仲間のバンパイアの裏切りを暴き阻止する等目覚ましく成長し、遂にバンパイアの最高位であるバンパイア元帥にまで昇格する。就任当初はバンパニーズとの争い「傷あるものの戦」を話し合いで平和的に解決できるよう望んでいたが、抗争が長引くにつれて戦いも止む無しと徐々に好戦的な性格になっていった。
心優しく勇敢で頭も切れるが、バンパイア一族のためには時に非情な一面も垣間見せる。また、やや無鉄砲な所もある。蜘蛛や竜をテレパシーで操れる不思議な能力を持つ。だが、肉体の成長の遅さと人間社会から離れて生活している影響で大人になった同年代(デビ―達)と比べて精神的な発達が遅れている一面を持っている。
バンパイアとバンパニーズの戦争である「傷ある者の戦」に、大王ハンターとして参加する。元恋人デビー・ヘムロックと警察官のアリス・バージェス、フリークのメンバーを巻き込み、バンパニーズ大王や宿敵スティーブを倒すため戦いを続ける。クレスプリーの死後ハーキャットが自らの正体を探す旅に同行し、そこで未来の地球では人間は消え去り地獄のような状態になっていること、それは闇の帝王によって引き起こされること、更に闇の帝王は自分かスティーブのどちらかであることを知る。帰還後は純化作用に苦しめられ、さらに妹・アニーがわずか16歳でシングルマザーになったこと、アニーの子である甥・ダリウスの父親がスティーブであることも重ねて知り、ショックを受ける。
実はデズモンド・タイニーが、エバンナとミスター・トールの後に作った「2人の子供」の片割れ。前述の蜘蛛や竜を操る能力も引き継いだタイニーの力による。タイニーの企みの手駒として生み出されたことを知って憤るが、最後はタイニーの思惑に反してスティーブと相討ちに持ち込む。その後、エバンナによって精霊の湖から救われ、リトル・ピープルとして作り直されて「初めてシルク・ド・フリークを観に行った夜」に戻される。なお、日記を書いていた。自身の歴史を修正することに成功し、消滅した。
漫画版ではスティーブも救済することに成功している。

ラーテン・クレプスリー（Larten Crepsley）
バンパイア。シルク・ド・フリークにも所属。無垢な少年であったダレンを闇の世界に引き込んだ張本人。後述する工場の工場長により拷問の末に殺害された元友人の名前である、「バー・ホーストン」とも名乗っている。マダム・オクタに噛まれたスティーブを助けようとするダレンに、解毒剤が欲しければ自分の手下となるよう持ちかけ、ダレンに自分の血液を流し込み半バンパイアにした。
ダレンからは当初命を狙われるほどに嫌われていたが、クレプスリーが血を飲もうとしないダレンのことを真剣に心配し、救おうとする気持ちをダレンが汲み取り徐々に信頼関係が築かれ、やがて師匠・友人としてダレンになくてはならない存在となっていく。クレプスリーも初めはダレンのことを未熟者と見做していたが、最後には「ダレンこそ本物のバンパイア」と発言するほど信用するようになった。それ故、彼の死に際してダレンは絶望し戦の放棄まで考えた。
生真面目な性格でバンパイアとしての信頼は厚い。やや頑固で冗談の通じないところもありダレンや他のバンパイアにからかわれることもしばしばだが、逆にダレンをからかったりガブナーのトランクスを見て爆笑するなどひょうきんな一面もある。バンパイア元帥候補だったが突然辞退してしまったという過去を持つ。ガブナーはその理由を「戦いばかりの日々に嫌気が差したのでは」と推察しているが、真相は不明。
背が高く、髪はオレンジで一握りしかなく、(バンパイアになる前に働いていた工場長により行う仕事ごとに割り振られ、髪の色で識別する意味がある)頬に傷がある。この傷は、その昔酔っぱらった時に綺麗な女性に変身したエバンナにキスをしようとし引っかかれて付いたもの。当時の自分を恥じており、通常のバンパイアは自分の身体にある傷を誇りに思い自慢するが、クレプスリーは他者に聞かれたら言葉を濁している。堅苦しい口調で話す（師匠のシーバー･ナイル譲り）。自分のことを「我が輩」と呼ぶ（日本語版のみ。当然原作では一人称は‘I’しかない）。かつて「バー・ホーストン」と名乗り、人間と恋をしたこともあった。なお、エラ・セイルズと夫婦同然の暮らしをしていたこともあった。まだ子供だったダレンを半パンパイアとしたことには涙を流して後悔していた。
大王ハンターの一人としてダレン、バンチャと共にバンパニーズとの戦いに参加。報復の間でスティーブ、ガネン、バンパニーズ大王と戦い、見事大王と名乗る者を殺すが、直後にスティーブに燃えさかる炎に包まれた杭の並んだ穴に突き落とされ、身体を杭で串刺しにされた上に炎で焼かれ死亡すると言う壮絶な最期を遂げた。この時、スティーブを道連れにしようとするものの、ガネンに取引（スティーブを見逃し自分だけが死ねば、仲間に手を出さないというもの）を持ちかけられ断念した。しかし、クレプスリーが殺したのは、影武者のバンパニーズ大王であったため、結局彼の死は無駄死にという結末となった。

ハーキャット・マルズ（Harkat Mulds）
リトル・ピープルの一人。リトル・ピープルでは珍しく喋る事が出来る（彼が喋る前はリトル・ピープルは喋ることもできず知能もないと思われていた）。ダレンの力量の試練の最中に彼を助け、以降ダレンの親友となる。ダレンを深く信用しており、ダレンが危険な目に合う時は常に一緒にいさせてほしいと頼むほど。訓練によりゆったりとだがかなり流暢に話せるようになったが、ミスター・タイニーの前ではぎこちない話し方に戻ってしまう。左足を引きずっていたため、喋る前はダレンとエブラに「レフティ」と呼ばれていた。穏やかな性格だが戦闘では斧を使いこなしバンパニーズやバンペットを次々と倒していく。
クレプスリーの死後竜に襲われる謎の夢に苦しむようになり、ミスター・タイニーに言われダレンと共に異世界で自らの正体を探る旅に出る。そこで自分が生前一族を裏切ったバンパイア、カーダ・スモルトであったことを知った。
リトル・ピープルとなった後もバンパイアとバンパニーズの和解を望む気持ちは変わらず、傷あるものの戦のあとはバンパイアとバンパニーズの和解に尽力する。
ハーキャット・マルズという名前は、「Kurda Smahlt」のアナグラム。

スティーブ・レナード（Steve Leonard）
半バンパニーズで本作最大の敵。通称スティーブ・レパード(Steve Leopard。レパードはヒョウの意)。父親を知らず母親とも不仲。オカルトを好み、多少乱暴な部分はあるが、かつてはダレンの一番の親友だった。『週刊少年サンデー』版では、銀髪に翠眼で、長身痩躯な容姿をしている。闇で生きるバンパイアに憧れており、シルク・ド・フリークに行った際クレプスリーの正体を見破り、手下にしてもらうよう頼むが、「血が悪い」と激しく拒絶される。この時、クレプスリーに「悪魔」と罵られたことが、彼の心に大きな傷を残し、後の人生を狂わせることとなる。マダム・オクタに噛まれて生死の境をさまようが、ダレンがクレプスリーと取引したことで一命を取り留めた。しかし、ダレンが自分を騙してバンパイアの座を横取りしたと思い込み、ダレンとクレプスリーに激しい憎悪を抱くようになる。その復讐の誓いに、ダレンの目の前で左手のひらに小さな十字架を刻んだ。
ダレンの窮地を助ける形で再会し、バンパニーズハンターを騙り「傷ある者の戦」に参加するダレンに協力する振りをするが、戦いの最中にダレンとクレプスリーへの復讐のため半バンパニーズになったことを明かした。更に報復の間でクレプスリーを殺害した後、自身こそが真のバンパニーズ大王であるとダレンに明かした。
頭脳明晰かつ知略的であるが、性格は極悪非道かつ自己中心的で、少しでも彼の本性を知る者なら誰でも恐れ、また憎んでいる。また、ダレンに騙されたと思い込んでいる影響で極度の人間不信である。ダレンを苦しめるためなら人殺しも全く厭わず、クレプスリーや自分の旧友でもあるトミー・ジョーンズを殺害し、まだ8歳のシャンカスさえも殺害した。シャンカスを殺害したときなど、稀に動揺を見せることもあるが、自らの残虐行為は「全てダレンの裏切りが原因」とダレンに責任を負わせる形で自分勝手に正当化している。
散々ダレンを弄んだ末ダレンとの最後の決戦に臨むが、すぐに止めを刺さなかったことが仇になり敗北する。ダレンとの戦闘後のタイニーの話から、ダレン同様スティーブもタイニーに作られた子供であることが発覚する。タイニーに全ての真相を聞かされ、全てはタイニーの計略であったことを知り、ダレンを憎む理由を見失い自らの残虐行為を省みる。最期はダレンの挑発に乗って憎悪剥き出しでダレンに襲いかかり、ダレンと共に川に落ちてなおダレンを殺そうとするがまもなく力尽きた。その後は精霊の湖に、エバンナに見放される形で永遠に閉じ込められた。
漫画版では最終決戦時のダレンの挑発の意図に気付いていた他、ダレンの過去改変により少年時代のスティーブも救済されている。
アニーの息子ダリウスの実父であり、彼女を妊娠させたのも復讐のためではないかとダレンは推測している。

### バンパイア
他のバンパイアから血を注ぎ込まれた人間はバンパイアになる。作中では、手の指先につけた小さな傷を押し付けて血を流し込む方法が用いられる。この傷は時間が経っても消えず、バンパイアの証の一つともなっている。

#### バンパイア元帥
パリス・スカイル(Paris Skyle)
バンパイア元帥の一人。人間年齢800歳という最年長のバンパイア。戦争によって片耳を失っている。2歳でバンパイアの仲間になった。数多くの伝説を持つが、「コロンブスの船に乗っていた」「ジャンヌ・ダルクと共に戦った」「ブラム・ストーカーを刺激して『ドラキュラ』を書かせた」など眉唾物が多い。シェークスピアと友人で、彼の血を飲み干し、失われた詩を書き起こしたと言われる。かつて半バンパニーズだったバンチャに自らの血を注ぎ込み、バンパイアに引き入れた。老衰のためかなり体が弱っており、最期は自身の死期を悟り、掟に従いバンパイアマウンテンの外で大熊と組み合ったまま息絶えているのが発見された。
ミッカー・バー・レス(Mika Ver Leth)
バンパイア元帥の一人。全身黒ずくめ。人間年齢279歳と、4人の元帥の中では一番若い。シーバー曰く「何事にも反対せずにはいられない」。
アロー(Arrow)
バンパイア元帥の一人。名前の通り、頭や腕に矢の入れ墨を彫っている。かつて人間の女性と恋に落ちたが、その女性をバンパニーズに殺された過去を持つ。そのためバンパニーズに対する憎しみは人一倍強い。
バンチャ・マーチ(Vancha March)
バンパイア元帥の一人。ダレンがバンパイア・マウンテンに初めて来た頃にはまだ不在だった。手裏剣を使う野性味あふれる戦士で、戦闘の時は主に素手か手裏剣で戦う。大王ハンターの一人。
かつては半バンパニーズだったが、その生き方に耐えられなくなり、バンパニーズ一族とは以後一切関わらない事を条件に離脱。行く当てのなかった頃、パリスに出会い、血の交換をして半バンパイアになり、姓も変えた。自分のことを女性にモテると思っている。自分達バンパイアが太陽の光に弱いのはタイニーの仕業だと思っており、太陽を『タイニーの手下』と呼んで100年近く「戦い（上半身裸で太陽光を浴びる）」を挑んでいるが、成果は上がっていない。自然と共に生きることに強いこだわりを持ち、自分で倒した獣の皮で作った服しか着ず、火を通した肉は口にせず、飲み物は血と牛乳と水しか飲まない。
傷あるものの戦の後はハーキャットとともに和解に尽力する。

#### バンパイア将軍
ガブナー・パール(Gavner Purl)
バンパイア将軍の一人。ダレンが初めて出会う将軍で、クレプスリーの旧友。親しみやすい人柄だが、息遣いが荒く、いびきがうるさい。バンパイア・マウンテンから逃走中のカーダとダレンを追ってきた際は、叱責しながらも二人に協力した。だが、途中で遭遇したバンパニーズと戦っている最中に、カーダにナイフで刺され死亡する。カーダの裏切りの最初の犠牲者。外伝では、彼と彼の恋人リズの悲恋が語られる。ピンクの象柄の入った黄色いトランクスを履いているが、その理由も外伝で語られている。グルーチョ・マルクスの友人で「俺の弁護士の次にがめつい奴だ」とよく言われていたらしい。
カーダ・スモルト(Kurda Smahlt)
バンパイア将軍の一人。唯一バンパニーズと仲が良く、バンパニーズとの和解を目指している。争う事を嫌い、何事も話し合いで解決しようとする平和主義者で、頭もよく切れる。ダレンのことを気遣い、力量の試練の際もダレンへ惜しみなく協力した。そのことから、ダレンもカーダの事を兄のように想い慕っていた。頬にバンパニーズにつけられた細い3本の傷跡がある。バンパイア・マウンテン内部の地図を作っている。上記の通り、基本的に争い事を好まない性格ではあるが、娯楽の間でエラに勝負を持ちかけられた際に、勝利を収めたことがあるため、見かけによらず戦闘能力は高いと見受けられる。
史上最年少でのバンパイア元帥就任を間近に控えていたが、バンパニーズ大王の誕生を知ってバンパイア一族の存続を断念。起こり得る戦争で仲間が皆殺しにされる前にバンパイア一族をバンパニーズに吸収させようと考え、一族を裏切って非戦派のバンパニーズをバンパイア・マウンテンに入れた。また、力量の試練に失敗したダレンをバンパイア・マウンテンの外へ逃がそうとした。その際、バンパニーズの侵入を知ってしまったガブナーを口封じに殺害するも、叙任式典の最中にダレンに裏切りを暴かれ、仲間のバンパニーズも皆殺しにされた挙げ句、自身も裏切り者として処刑されるという最期を迎えた。尤もカーダの話によれば、計画が成功したとしてもバンパイア以上に裏切り者を蔑むバンパニーズの手で処刑されただろうとのこと。結果はどうあれ、一族を救うために自身の命も顧みず純粋に己の信念と正義を貫き通した姿は、ダレンに大きな影響を与えた。
死後、タイニーと取引をし、彼の亡骸はリトル・ピープルのハーキャット・マルズに作り変えられた。その後ダレンのもとに送り込まれ、死してなおダレンの窮地を救ってきた。
エラ・セイルズ(Arra Sails)
一族の中で数少ない女性バンパイア。クレプスリーの元恋人で、以前は夫婦同然の暮らしをしていた。プライドが高く、自分が認めた相手としか握手をしない。また、戦闘に関しても他のバンパイアやバンパニーズとも引けを取らない。娯楽の間でダレンを打ちのめした後、彼を認め握手を交わした。その後は、「力量の試練」の練習を指導したりするなど、ダレンにとって強い味方になっていたが、バンパイア・マウンテンでの戦いでグラルダーに致命傷を負わされ、後に死亡する。

#### その他のバンパイア
バネズ・ブレーン(Vanez Blane)
バンパイア・マウンテンのゲームズマスター。かつてライオンと戦ったらしく、片方の目が潰れている。かなりの強面である。ダレンを含む数々のバンパイアを鍛え上げた。パンパニーズとの戦いで最終的に両目の視力を失うが、若手のバンパイアを育てるのにあまり支障は出ていない。「傷ある者の戦」が激化し、大した修行もできずに若手を前線に送り出すしかない現状を嘆いていた。
シーバー・ナイル(Seba Nile)
バンパイア・マウンテンの需品長にしてクレプスリーの師。蜘蛛を操る事が得意。バンパニーズとの争いで片足を負傷して引きずっている。パリス･スカイル亡き後は最年長のバンパイアとなった。
サイラッシュ
カーダの部下の一人。カーダの裏切りが明るみに出た際にカーダを守るべく飛び出したが、衛兵に囲まれ、カーダ自身に制止され、持っていた短刀で自ら命を絶った。

### バンパニーズ
ガネン・ハースト(Gannen Harst)
バンパニーズ大王の側近であり、バンチャ元帥の実弟。姓が違うのはバンチャ元帥がバンパイア一族に入る際に改名したため。スティーブを半バンパニーズにし、大王であることを確かめた張本人である。冷静沈着な参謀で、無益に血を流すことを好まない。その一方で、自分たちに有利な取引きを公平さを装い持ち掛けるなど狡猾な一面もある。スティーブの残虐行為を快く思ってはいないが、バンパニーズ大王に逆らうことはできないと全て容認している。それと同時に「一生自分を許すことはできない」と自責の念も抱いている。
傷ある者の戦の後は、バンパイアとバンパニーズの和解に尽力した。
マーロック(Murlough)
第3巻でダレン達を襲ったバンパニーズ。必要以上に人間を殺害するなど気が狂っているが、バンパニーズの掟を頑なに守る一面もある。クレプスリーの故郷の町の地下水道に潜伏して殺戮を行っていたため彼に目を付けられ、対決することになる。自分を「頭が良い」と思っており、よく自慢する。独特の詩を詠むようなしゃべり方をする（後にR・Vも似たようなしゃべり方をするようになり、「まるでマーロックが蘇った様」とクレプスリーに評された）。エブラを拉致しダレンの彼女となったデビーを殺害しようとするが、策略に嵌りクレプスリーに致命傷を負わされ、最期はダレンに己の敗北を認め息絶えた。その後、亡骸は潜伏していた地下水道に葬られた。
グラルダー(Glalda)
目の下にアザのあるバンパニーズ。カーダの裏切りによってバンパイア・マウンテンに侵入したバンパニーズ達のまとめ役。エラに致命傷を負わせるが、その直後にダレンに殺害される。
レジー・ベジー(Reggie Veggie)
半バンパニーズで、通称R.V.。2巻で人間として初登場。当初は自然を愛する気さくな大男で、サーカス好きでありダレン達にも友好的だったがやや行き過ぎた動物愛護精神の持ち主だった。そのためシルク・ド・フリークによってウルフマンが檻に縛り付けられていることに怒り、ダレンが止めるのも聞かずに解き放ってしまうが、結果としてウルフマンに両腕を食いちぎられてしまった。このことを契機に狂ってしまい、（スティーブと同様勘違いであり完全な逆恨みだが）ダレンを憎むようになる。
ダレンの前から姿を消した後長らく行方不明となっていたが、ダレンとバンパイア一族に復讐するため半バンパニーズとなり8巻で再登場した。この時はかつての平和的な面はすっかり消え失せ、クレプスリーの故郷で大量殺人を犯していた。9巻ではダレンのガールフレンドのデビーを誘拐して拷問し、11巻ではスティーブの指示を受けモーガンと共にサッカー場に乱入、ダレンの旧友のトミー・ジョーンズを含め大勢の人間を殺傷した。ダレンへの復讐に執着し道を外れた点でスティーブと共通項があり、クレプスリーは今際の際に「スティーブやR・Vのように復讐に捉われて生きるな」とダレンに忠告した。
事件で両腕を失ったため、現在は両腕にスティーブに作ってもらったフックをつけているが、このフックを毟り取られると本当の手を失ったかのように絶叫する。半バンパニーズになって日が浅いころは少しでも本物のバンパニーズに近づこうと、赤いコンタクトレンズをはめ肌を紫色に塗っていた。「ベジー」というあだ名は彼がベジタリアンだったことに由来し、学生時代につけられたもので、彼の本名は不明。腕を失ってからは肉も食べるようになり、「V」の意味もバンパニーズのVだと名乗っていた。
前述のようにバンパニーズとなった後は平然と殺人を繰り返していたが、スティーブに子供であるシャンカスを殺すよう指示された時には殺すのを躊躇し（『週刊少年サンデー』版では、その際シャンカスに「見かけほど悪い人ではない」と言われて戸惑った表情を見せている）、シルク・ド・フリークとの戦いでは、コーマック・リムズと対峙した際に「戦いたくない」と吐露し、自身の運命と過去を嘆くなど悪に徹しきれていない一面が描かれている。物語終盤、スティーブの非道ぶりに嫌気が差し彼の殺害を図り、ガネンを気絶させた（『週刊少年サンデー』版では、ガネンの背中をフックで切り裂いた）ものの、スティーブに返り討ちにされて致命傷を負い、両腕を取り戻した幻想に笑みを浮かべながら死亡する。
モーガン・ジェームズ(Morgan James)
バンペット。表向きは刑事でバージェス警部と共にバンパニーズによる連続殺人事件を担当していた。取調べの最中、ダレンをわざと逃がし、報復の間で大王ハンターたちと戦う。その際バージェス警部に顔半分を銃で撃たれ、そのせいで上手く喋れなくなった。4秒おきにきっかり瞬きをする癖がある。武器は主にショットガンを使用。物語終盤でシルク・ド・フリークを襲撃してミスター・トールを殺害し、更にダレンを追いつめるもハーキャットに斧で首を刎ねられ死亡する。『週刊少年サンデー』版では、「ハーキャットに斧による一撃を背中に受け死亡」に変更された。
バージェン(Bargen)
第8巻で地下室にいたバンパニーズのリーダー。

### シルク・ド・フリーク
ハイバーニアス・トール(Hibernius Tall)
通称、ミスター・トール。その名のとおり、とても背の高いシルク・ド・フリークの団長。異常な見た目や性質のせいで他に行き場のないフリーク達のために居場所を提供しており、シルク・ド・フリークのメンバーから非常に尊敬されている。目は真っ黒で蛙のように嗄れた太い声。歯は真っ黒であちこち欠け、舌は黄色で汚らしく、息も臭い。多くのバンパイアと親交があり、特にクレプスリーとは旧知の仲で親友である。ぶっきらぼうにも見える性格だが心の中ではダレンのことを気遣っている。未来予知をはじめとした様々な能力を持つが、その能力ゆえ歴史を改竄しない為に傷あるものの戦ではバンパイア側に付かず、中立の立場を保った。
物語終盤、バンパニーズにシルク・ド・フリークを襲撃された際、メンバーであるエブラの息子が誘拐されたことを期に中立を放棄し戦いに参加する。モーガンの撃った銃弾からメンバーを庇い、ダレン達に看取られながら息を引き取った。今際の際に、エバンナの弟（＝タイニーの息子）であることが明かされた。リトル・ピープルとして過去に戻ったダレンから、未来（バンパイアとしてのダレンの生前の経験）の日記を受け取り、歴史が変わった後の（バンパイアにならない）ダレンに託すことを約束する。
エブラ・フォン(Evra Von)
シルク・ド・フリークの一員。蛇少年。ダレンとほぼ同い年でありダレンが半バンパイアになって初めての友達。蛇のように鱗を持ち、脱皮もして舌も長い。緑、金、黄、青の鱗があり、手と足に妙な水かきを持つ。目を開けて寝る（爬虫類には瞼は無い）。両親は普通の人間で、エブラを見て腰を抜かし孤児院に捨ててしまった。かつてはあくどいサーカスで見世物にされていたが、ミスター・トールがそのオーナーを殺す形で助け出され、フリークの一員となった。言語に強くトラスカの言葉もある程度わかる。劇中で成長してマーラと（本人曰く「大恋愛の末に」）結婚、3児の父になる。
ダレンの親友であるがそのことが仇となりマーロックに拉致され拷問されたり、大人になってからも息子を誘拐された上に殺害されるなど様々な悲劇に見舞われることとなる。しかし、それでもなおダレンを親友として信頼し続けた。最後の決戦ではスティーブを復讐の為殺そうとするが、バンパイアの勝利が失われることを考え寸前で思い止まった。
シャンカス・フォン(Shancus Von)
シルク・ド・フリークの一員。エブラの長男。ダレンの苗字にちなんで名付けられた。エブラと同じ様に鱗を持ち、初登場時すでに舞台デビューしていた。ダレンを慕う元気いっぱいでやんちゃな男の子だったが、8歳になった直後にシルク・ド・フリークを襲撃してきたモーガンとR・Vに拉致され、ダレン達の奮闘も空しくスティーブに首の骨を折られ絶命した。
アーチャ・フォン
シルク・ド・フリークの一員。エブラの次男。エブラの息子の中で唯一鱗がなく、本人はその事を気にしている。
リリア・フォン
シルク・ド・フリークの一員。エブラの娘で末っ子。蛇少女。
マーラ・フォン
シルク・ド・フリークの一員。エブラの妻でシャンカス達の母。耳をもいでブーメランのように投げることが出来る。
ウルフマン
シルク・ド・フリークの一員。半狼の人間で、非常に獰猛。人間の血と狼の血が混ざっていておかしくなっている。ダレン達が初めて行ったショーで観客の女性の腕を食いちぎったことがあるが、これはショーを盛り上げ、尚且つ危険性が本物であることを見せるためのサクラであったことが後に判明する。2巻でサムとR・Vを襲い、R・Vの手を噛みちぎり、その直後サムを殺害。この事件はR・Vが悪の道に走るきっかけとなった。またサムの血を飲んだダレンが真のバンパイアとして生きるきっかけともなった。唯一、最後の戦いに参加しなかったメンバー。
ハンス・ハンズ(Hans Hands)
シルク・ド・フリークの一員。手男。手だけで世界一速い短距離選手より速く走れる。足の無い父親の影響による特技らしい。
トラスカ(Truska)
シルク・ド・フリークの一員。金髪の美しいひげ女。はさみで切れないほど頑丈なひげを自在に生やして伸縮させることが出来る。夫と娘を惨殺された過去を持つ。当初はアザラシのほえるような独特の言葉でしか喋れずバンチャ元帥やエブラとしか会話ができなかったが、エブラに教わったことで普通の言葉も喋れるようになった。報復の間での事件後は、師を失ったダレンを精神的に手助けし再び戦いに立ち返らせる活躍もあった。
コーマック・リムズ
シルク・ド・フリークの一員。蛇人間の皮を欲しがっている。体中のどこを切ってもまた生えてくる。最終決戦でR.V.に頭を切られたが、その時は首を一撃で切断されなかったせいか頭が2つ生えてきた。R.V.に切られる以前は「死んだら困る」と頭だけは試したことがなかった。『週刊少年サンデー』版では一発で切ったにもかかわらず2つ首が生えてきた。
シーザとシーブ
シルク・ド・フリークの一員。よじれ双子（一卵性双生児）。曲芸師。第二巻で「姉妹」と明言された。
アレクサンダー・リブス
シルク・ド・フリークの一員。曲芸師。ガリガリにやせている。骸骨に近い風貌。肋骨を叩き、口を開けると音がポーンと飛び出す。後にバンパニーズに殺害される。
ラムス・ツーベリーズ
シルク・ド・フリークの一員。胃が2つある。デブデブに太っていて、何でも食べられる。ショーでは大食いでステージを盛り上げるが、普段は食事しているところを他人に見られるのを嫌がっているらしい。
ガーサ・ティース
シルク・ド・フリークの一員。歯女。どこもかしこもみんな太い。歯が異様に頑丈で、チェーンソーでも傷一つ付かない。旅好き。
ブラッドリー・ストレッチ
シルク・ド・フリークの元一員。骨がゴムのように柔らかく、身体の形を自在に変えられる。アラブの宮殿で行ったショーで王に気に入られた際にもらった、絶対に外れないまじないがかかった金のブレスレットを身に着けていた。エブラ曰く普段から悪質なイタズラを繰り返しており、特にリトル・ピープルに対してはローブに火をつける、テントを壊す等の嫌がらせを続けていたらしい。その結果、リトル・ピープルに食べられて死亡する。エブラはこの一件で「喋れないだけでリトル・ピープルにも心はある」と確信したという。
パスタ・オマリー
寝たまま本を読むことができる。起きた後、本人は内容を覚えていないが、本について質問するときちんと答える。第12巻でバンパニーズ及びバンペットに殺害される。

### タイニ一家
デズモント・タイニー(Desmond Tiny)
通称、ミスター・タイニー。本人は「デス・タイニー（destiny：運命）」と呼んで欲しいらしい。
本作における黒幕的存在で、物語の鍵を握る重要人物。バンパイア一族とバンパニーズ一族に関する様々な予言を行い、双方にバンパニーズ大王及び大王ハンターの出現とその後の傷あるものの戦の発生を伝えた。幼い子供の血は美味いと発言するなど、争いと暴力を好む残忍な性格であり、ダレンは彼のことを初対面で「悪意の塊」と感じた。時間を移動する能力や一瞬で人を殺す能力など様々な人間離れした能力を持ち、その能力を使い他人や世界を影で操り常に争いが起こるよう仕向け、それを見物することを楽しみとする。だが完全な神というわけではなく、更に古い掟（エバンナ曰くあえていうのなら「天」）に縛られている。
いつも心臓の形をした懐中時計を持ち歩いており、寿命はない。芸術品や歴史的価値のある物を集めているが、文学には全く興味がない。非常に残忍な人物ではあるが、まれに優しく微笑むなど人間的な表情を浮かべるときがある。また、息子のミスター・トールが死んだときは彼なりに悲しみを表していた。
20世紀後半頃から世界が平和に向かっていると感じ、それを阻止し世界を自分が望むままの暴力と残忍さで満たすため、自分の傀儡である「闇の帝王」の誕生を画策する。その候補となったのがダレンとスティーブであった。それぞれの母親に怪しまれないタイミングで彼らを身篭らせ、2人がバンパイアとバンパニーズそれぞれのリーダーになるように仕向けた。スティーブがダレンを逆恨みしたことも、クレプスリーがダレンを家族から引き離して手下にしたのも、すべてタイニーが仕組んだ通りの展開。ダレンとスティーブを戦わせ、勝ち残った方を「闇の帝王」として共に世界を操ろうと企むが、ダレンがスティーブと相討ちに持ち込んだため阻止される。ダレンとスティーブを精霊の湖に閉じ込めるが、エバンナの頼みでダレンを助けることを許可し、リトル・ピープルに作り変えて過去に送った。
レディー・エバンナ
未来予知をはじめとした色々な能力を持つ「魔女」。本人はその呼称を非常に嫌い、あくまでも「魔術使い」であるらしい。タイニーの娘でミスター・トールの姉。
普段は醜く（本人曰く、初めてなった人間の姿）、ぐるぐる巻きにしたロープを衣服として身につけているが、姿は好きに変えられる。バンパイア又はバンパニーズの子どもを産むことができ、その子供はエバンナの血を受け継いでいるため、様々な能力があるが、本人は産みたがらない。趣味で飼育する毒蛙にすみかを守らせている。
飄々とした性格で 、未来を変えぬようにするため傷あるものの戦ではバンパイア側にもバンパニーズ側にもつかないように努めていた（だが間接的にバンパイアとダレンを応援している節は見られる）。人の死も予知できるため親しい人物の死にも動揺することはない。だがダレンが勇気をもって運命に立ち向かったのを目の当たりにして考えを改め、自分も運命に立ち向かうことを決意。ダレンとスティーブの死後にタイニーと取引をして「エバンナが子供を産むかわりに、タイニーはダレンをリトル・ピープルとして蘇らせて過去に送る」こととした。子供の父親をバンパイアにするかバンパニーズにするかはエバンナに託されたため、子供はそれぞれの血を引く二卵性双生児になり、エバンナの子供を新たな旗頭として再び戦争を起こさせようとするタイニーの目論見は破られる。さらに、タイニーが文学に興味がないことを利用し、過去へ向かうダレンにダレンの日記を託す。
リトル・ピープル
デズモント・タイニーの部下。青いローブを着た、雑食の小人達。シルク・ド・フリークで働いていることもあり、たいてい4人から6人シルク・ド・フリークにいる。
継ぎの当たった顔で、緑色の瞳を持ち、耳は皮膚の下に埋まっており、多くの者は会話が不可能。リトル・ピープル同士はテレパシーのようなもので意思疎通が可能。鼻や味覚はないので、腐った肉や泥を食べようが関係ないらしい。彼らにとって空気（酸素）は毒であり、特殊な薬品を染み込ませたマスクがないと10時間程で死んでしまう。バンパイアほどではないが、身体能力は高い。
デズモンド曰くエルフやレプラコーンというのは、何も知らずにリトル・ピープルを目撃した人間が勝手に名前を付けたもの。元々は死んだ者の魂で、ミスター・タイニーとの取引によりリトル・ピープルとして生き返ったものである。
レフティ(Lefty)
#主要登場人物の項を参照。

### その他の人物
サム・グレスト(Sam Grest)
シルク・ド・フリークに憧れる少年。大好物はオニオンピクルスで、小さいプラスチックの瓶に詰めて持ち歩いている。人懐っこく博識で、小難しい言葉をよく使う。家では犬や猫などの動物を沢山飼っている。半バンパイアになった後のダレンの2番目の友人となるが、シルク・ド・フリークに付いていこうと隠れていたところをウルフマンに襲撃され、ほとんどの内臓を食い荒らされ死亡する。その際完全に死ぬ前にダレンが血を飲み干したため、魂の一部がダレンの中に残った。『週刊少年サンデー』版では原作と違い死の間際まで意識がはっきりしており、自らダレンに自身の血を飲み干すことを頼み、彼に感謝の言葉と「ダレンに会えてよかった」と言い遺して、静かに息を引き取った。
スタンリー・コリンズ
とても熱心なボーイスカウトの指導者。子供の頃からボーイスカウトのメンバーで、3人の息子がいる。ダレンが夜の道中でぼうっと立っていたことに驚き駆け寄ったところクレプスリーに気絶させられ血を吸われている。しかし当の本人はエイリアンに襲われたと思う。
マイケル
クレプスリーとダレンが立ち寄った町の広場でホッケーをして遊んでいた少年。ダレンをホッケーに誘う。
ダニー
マイケルのチームとホッケーをしていたチームのキャプテン。反則を繰り返し、ダレンの急所をつねったため、激昂したダレンに向こうずねを両足とも折られた。
血の番人
バンパイア･マウンテンに住む普通の人間。バンパイア達に新鮮な血を提供する代わりに、死んだバンパイアの内臓を食料として受け取っている。後述のクラシュカとの関係が示唆されている。
リズ・カー
外伝に登場するガブナーの恋人。人間の看護士。年を取らないガブナーに対し、老いていく自分を見られたくないと別れを切り出し、ガブナーの前から去った。その際「ピンクの象のトランクス」を贈った。

#### シャン家
ダーモット・シャン
ダレンの義父でアニーの実父。あちこちの建築現場で働いている。娘がスティーブに騙されていたことを知った際はスティーブを殺しかねないほどに激怒した。心臓発作を起こして倒れたことがある。
アンジェラ・シャン
ダレンとアニーの実母。趣味は切手集め。
アニー・シャン(Annie Shan)
ダレンの妹。ダレンとは仲の良い兄妹だった。スティーブがマダム・オクタに噛まれる間接的な原因を作ってしまう。16歳でスティーブと関係を結びダリウスを生むが、後にスティーブに騙されていたことを知る。その後はシングルマザーとして一人息子を育てていたが、死んだはずの兄が戻ってきたことで状況が一変する。終盤でダレンとは異父兄妹という事が判明する。
ダリウス・シャン
スティーブとアニーの子供。低身長で痩せており、やや小生意気。スティーブからダレンやバンパイアについて徹底的に悪く教え込まれていたが、スティーブの残虐行為を目の当たりにし真実を知る。スティーブに血を入れられたため、バンパニーズの細胞が混ざっていたが、ダレンが血を注いだ事で半バンパイアとなった。その後アニーと共にバンパイア・マウンテンへ逃れた。
デリク・シャン
ダレンの親戚（父方の叔父）。物語には直接登場しないが、ダレンがたびたび偽名として使っている。
マグダ
デリクと同じく、物語には直接登場しないがダレンの祖母。ダレンがバンパイアマウンテンへ向かう時に案内してもらったメスオオカミに付けた名前。

#### バンピライツ
デビー・ヘムロック(Debbie Hemloc)
ダレンが恋心を抱く少女。3巻でクレプスリーの生まれ故郷にやってきたダレンと知り合い、親交を深めるがそれをマーロックに利用され命を狙われる。のちに成長し国語の教師となり、8巻でバンパニーズ側の策略で転入してきたダレンと再会する。彼女もダレンに好意を抱くようになるが、対外的には「教師と生徒」であることや、ダレン（の外見と精神）がまだ成長しきっていないことを理由に、恋仲になることは躊躇している。しかしまたしても2人の関係に目を付けたバンパニーズに拉致され痛めつけられ、ダレン達との取引に利用された。少々高飛車だが見た目とは裏腹に勇敢な性格であり、クレプスリーも感心するほどの精神力の持ち主。物語後半でアリスと共にバンピライツを結成し「闇のレディー」として傷ある者の戦に身を投じる。
アリス・バージェス(Alice Burgess)
元警部。連続殺人事件の捜査中にダレンらと出会い、バンパイアやバンパニーズのことを知り、デビーと共にバンピライツを組織する。また、ダレン達が隠れていたアパートを包囲した際は過激な言葉で挑発したり、バンチャに逃走の為の人質にされた時は激しく罵るなど血気盛んな性格であるが、同時に強い正義感の持ち主でもある。デビーと共に、「闇のレディー」と呼ばれている。元警部という人脈を生かし、バンピライツに軍人・警官を入れたり、スタジアム内の情報を伝える。
リトル･ケニー
バンピライツの一員で、ホームレス。怪我を負ったダレンを「闇のレディー」のところまで連れて行った。
デクラン
バンピライツの一員で、ホームレス。怪我を負ったダレンを「闇のレディー」のところまで連れて行った。

#### ダレンの故郷
アラン・モリス
ダレンのクラスメートで友人。背が低く子供っぽいところがあり、ダレンやトミーからはからかわれていた。後に遺伝科学者となり、竜の開発に取り組み見事成功した。
トミー・ジョーンズ
ダレンのクラスメートで友人。ボクシングを習っている。後にプロのゴールキーパーとして活躍する。試合の前日にシルクドフリークに訪れダレンと再会し、その際日を改めてスティーブの事について話をすることを約束する。だが、試合終了直後、ダレンの眼前でR・Vに殺害されてしまった。プロのゴールキーパーの時はトム・ジョーンズ
ドルトン
ダレンの通っていた学校の先生。ダレンに好かれており、スティーブを気に入っている。数学はあまり得意ではない。ダレンが十数年ぶりに自らの故郷に帰ってきたときもまだ教師として在職していた。
トニー・モリス
アランの兄。学校一の暴れ者で退学になった。図体がでかく、意地も悪く、おまけに顔もまずい。クレプスリーからシルク・ド・フリークのちらしをもらい、それがアランの手に渡った。
クィン
ダレンが以前通っていた学校の教師。
デイブ・モーガン
ダレンが以前通っていた学校の生徒。
サム・ホワイト
ダレンが以前通っていた学校の生徒。引っ越しで転校した。
ダニー・カーテン
ダレンが以前通っていた学校の生徒。
シーラ・リー
サム・ホワイトの恋人。

#### クレプスリーの故郷
ブローズ
学校視察官。ダレンが学校に送り込まれた時にホテルに来た。その後、ダレン達が殺人容疑をかけられた際に情報提供者として警察に来る。その際は、ダレンを激しく罵倒した。
ドナ・ヘムロック
デビーの母親。料理の腕前は天才的で、デビー曰く学校の勉強よりも料理の勉強のほうが大変だったらしい。
ジェシー・ヘムロック
デビーの父親。
アンドリューズ夫妻
アパートでデビーの隣に住んでいる。留守であったデビーの代わりとしてバンパニーズに夫婦共々殺害される。
ヒューゴン
アパートでデビーの隣に住んでいる。アンドリューズ夫婦と同じくバンパニーズに殺害される。
マイケル・コーベット
クレプスリーの故郷の町の住人。古書店店主。
ケビン・ビースティ
オカルト現象に詳しい歴史学者。バンパニーズによる連続殺人事件についてバンパイア犯行説を唱える。

##### マーラーズ校
チバース
マーラーズ校の校長。9時を十分過ぎないと来たためしがない。月曜日は特に遅い。自転車で学校に来る。口答えは断じて認めない。
リチャード・モントローズ
マーラーズ校の生徒。マーラーズ校でのダレンの最初の友人。うす茶色の髪をした小柄な少年。スミッキーにいじめられている。独自の速記術で先生や生徒の発言を全て書くことができる。国語のクラスではダレンの右隣に座る。ダレンが半バンパイアとして捕まり、警察署から逃走した後、助けを求めた際には拒絶していた。
スミッキー・マーティン
マーラーズ校の生徒でいじめっ子。リチャードを恐喝するなどしていじめていた。
タラ・ウィリアムズ
マーラーズ校の生徒。国語のクラスでダレンの左隣に座っていた。バンパニーズに殺害される。
ケビン・オブライエン
マーラーズ校の生徒。へまばかりしている。
デリック・バリー
マーラーズ校の生徒。国語のクラスではダレンの前に座る。
グレッチェン・ケルトン
マーラーズ校の生徒。国語のクラスではダレンの後ろに座る。スミッキーに、グレてるグレッチェンとからかわれている。
スマーツ
マーラーズ校のいかにも熱血漢といった感じの数学教師。
シボーン・トーナー
マーラーズ校の卒業生。フルートができる。

#### 竜の世界（異世界、未来の世界）
スピッツ・エイブラムズ(Spits Abrams)
異世界で暮らしている元船乗り。1930年代に海賊をしていたが、船が難破しそこをミスター・タイニーに助けられ異世界で暮らすこととなる。タイニーに「その内やって来る2人に付いていけば夢が叶う」と言われ、数年後にやって来たダレンとハーキャットに同行し精霊の湖まで旅する。酒が大好きで特にウイスキーに目が無い。嘘をつくときにせわしなく目を左右に動かす癖がある。異世界ではジャガイモを栽培してポティーンというかなり強い酒を造っていた。ハーキャットの正体を探る旅で重要な役割を果たすが、粗暴な性格でハーキャットとは意見が合わないことが多かった。
海賊時代にはコックをしており人間の肉を調理していたが、仲間に見咎められ海賊から厄介者扱いされるようになる（『週刊少年サンデー』版では人肉嗜食という設定に問題があったためか、自身の快楽のために人を殺害していたに変更されている）。夢というのも元の時代に戻ることなどではなく精霊の湖から精霊を引き上げてその肉を食べることであり、それを阻止しようとするダレンやハーキャットと戦うことになる。最終的に竜に焼かれてそのまま精霊の湖に飛び込み死亡した。
クラシュカ
異世界に住む人々。グロテスクを崇拝しており、生け贄を捧げている。クラシュカという名前は、彼らが叫んでいた言葉が「クラシュカ」と聞こえたことからダレンが便宜上付けた名前である。グロテスクから採れる液体を聖水のように保管している。その液体を巡りダレンたちと交渉するも、途中で乱入してきたスピッツが暴れたせいで大勢が死亡してしまった。
グロテスク
人間が蛆虫に変化したとしか考えられないような吐き気を催す外見の、その名の通りグロテスクな生物。体中から腕の無い手が無数に生えておりそれぞれの手を動かす事ができる。牙からは空気に触れると爆薬になる液体を分泌する。自らの液体が詰まったビンをスピッツに投げつけられ爆死した。
竜
異世界を支配する存在。伝説にあるように翼で空を飛び、口からは炎を吐く。凶暴な性格だが、タイニーやダレンは竜を従わせることができる。その正体はアラン・モリスがタイニーの助力を受けて恐竜の遺伝子から作り出した人工生物。精霊の湖にかけられた魔法により湖に一定以上近づくことはできないが、生きた人間が湖に落ちた場合は魔法が解ける。

### クモ
マダム・オクタ(Madam octa)
シルク・ド・フリークの一員。クレプスリー（ダレン）の毒蜘蛛。非常に賢く、強い毒をもつ。胴体は緑と紫と赤が入り乱れ、長い足は毛むくじゃらで、まるまると太っている。シルク・ド・フリークのショーで魅了されたダレンに盗まれたが、スティーブを噛み意識不明の重態に陥らせる。ダレンが半バンパイアとなる原因を作ったものの1つであるため、ダレンにはやや疎まれるようになった。最終的に、バンパイア・マウンテンで野生の蜘蛛とつがいになって暮らしている。
バー・シャンの蜘蛛
バーハーレンのクモとマダム・オクタの子供。毒蜘蛛。親よりは毒は弱いが、数匹でかかれば親と同等の毒。名付け親はシーバー・ナイルで、ダレンの名字から。竜の世界にも存在しており、後にクラシュカとなる血の番人が連れ込まれた際に紛れ込み、繁殖したものとダレンは推察している。
バーハーレンの蜘蛛
バンパイア・マウンテンに住みついている蜘蛛。巣は傷に効く薬。マダム・オクタのつがい相手もこの種。マダムより小さい。昔バーハーレンというバンパイアがバンパイア・マウンテンに持ち込んだといわれている。

### オオカミ
ストリーク(Streak)
リーダー格のオス。名付け親はダレン。腹に線がある。
ルディ(Rudi)
子供のオオカミ。鼻をすり寄せるせいで赤くなった為、赤鼻のトナカイ・ルドルフから名をとった。名付け親はダレン。
マグダ(Magda)
ダレンをバンパイアマウンテンまで案内した年老いたメスオオカミ。名付け親はダレン。マグダはダレンの祖母の名。

## 世界観
作品世界においては、「特定人が産まれてこないように過去を変えても、他の人物が同じ役割を果たす」と言われている（ヒトラーが引き合いに出されている）。ミスター・タイニーを超える存在が居て、歴史（運命）を変えないようにしているからである。本作において主人公が作者と同じ姓名である理由も、これに関連したものである。
ダレンが過去に戻ったのは、「少年時代のダレンがバンパイアになることを防ぎ、ひいてはダレンとスティーブが傷ある者の戦において対立の旗頭にされることを防ぐ」ためであるが、これだけでは先述の通り、他の誰かが2人の“役割”を果たすために人生を狂わされてしまう。そこで（バンパイアにならず）作家となったダレンが、ミスター・トールを介して託された自身の日記をもとに物語を書くことで、文学嫌いのタイニーの盲点を突く形でその目論見を世間に公表し、戦いの当事者であるバンパイアやバンパニーズに注意を促そうとしたのである。

## 用語

### バンパイア関連
バンパイア
10年に1歳しか歳をとらない生物。掟を重視する高潔な種族であり、伝説とは以下のような違いや特徴がある。
- 伝承では不死の悪魔とされているが、人間の血を飲むために人間よりは生命力があるというだけで不死ではない。
- 人間や犬、牛、羊動物の血を飲んで生きるが、ある程度加減して飲み、殺すことはない。大抵は週に一度の割合で吸う。しかし、死んで一日以上経過して悪くなった血を飲むと頭をやられて死ぬことがあるほか、猫、猿、蛙、蛇、大抵の魚の血は飲むことができない。また、相手の血を飲み干した場合は、相手の魂を一部取り込むことができる能力がある。しかし、基本的には血を吸う相手から頼まれない限り行うことはない。
- 日光に弱い。ただし、長時間浴び続けると危険というだけで、伝承のように浴びた瞬間に灰になるようなことは無い。
- テレパシー、「フリット」と呼ばれる高速移動、催眠術、治癒力のある唾を持つなど様々な能力がある。
- 鏡には映るが、体を形成する原子が人間とは違うため、写真には写らない。
- 子供を作ることができない（エラが言うには女性のバンパイアが少ない理由の1つらしい）ため、体の一部（ほとんどは手の指10本）に傷をつけて相手（たいていは人間だが、半バンパニーズの場合も同様）に自身の血を注ぎ込むことで仲間を増やす。
- 棺で寝ることを好むが、あくまで嗜好であり、寝場所に決まりはない。

なお、この能力や特徴の大半は、後述のバンパニーズと共通している。後に、バンパイアの能力はミスター・タイニーがバンパイアを闇の世界に閉じこめるために授けたことが明かされる。
半バンパイア
バンパイアの血を受けながら完全に本物になっていない状態。人間の血が残っているので昼間でも活動する事が出来るが、バンパイアの技を使う事が出来ない他、写真ではわずかにぼやける程度になるなどの違いがみられる。純化作用が進むにつれ、本物に近づいていく。半バンパイアの時にバンパニーズの血を流し込めば、半バンパニーズになる。逆に半バンパニーズにバンパイアの血を流し込むことも可能。ただし血を入れ替えた直後は互いの血が毒になるため、双方とも苦しむ上、成功する確率はかなり低く、失敗すると両方共死亡する（バンチャ曰く「死ぬとしたら一度目の発作」）。なお、ダレンとダリウス、パリスとバンチャの2組が作中で語られるが、2組とも成功している。
バンパイア将軍
バンパイアマウンテンで重要な会議に参加したりできる官職。人間で言う警察のような存在で、掟を破ったり正気を失うなどしたバンパイアを裁く権限を持つ。バンパイア将軍になるには、ある程度の功績を積んだ上で力量の試練を受けて自分の力量を他のバンパイアに示さなければならない。また、バンパイア将軍の中でも特に優れていると認められたものはバンパイア元帥に昇格する事もある。クレプスリーも以前はバンパイア将軍だったが、元帥への昇格の話が出てきた頃に将軍を辞めてしまった。
バンパイア元帥
全てのバンパイアを束ねる王のような存在。唯一、掟に縛られない存在で、力量の試練に失敗しても処刑されない（だが試練に失敗した元帥は大概、死を望む）。バンパイア元帥になるには、まずバンパイア将軍になり、その後は多くの功績を積んで誰からも尊敬されるようなバンパイアにならなければならない。ダレンの場合は例外的にバンパイアマウンテンでのバンパニーズとの戦いに大きく貢献したため、その功績を称えられて元帥となった。
純化作用
半バンパイアが、徐々に本物に近づいていく現象。バンパイアの細胞が人間の細胞よりも優勢なうえ、それが人間の細胞をバンパイアの細胞に変換していくために起きる。ダレンは作中で2回純化作用に見舞われている。純化作用の間は、体毛が急激に伸びたり体力が有り余ったりするほか、味覚以外の感覚が異常に鋭敏になるため生活しづらい状況になる。味覚はなくなり、何を食べても段ボールを噛んでいるように感じる。また、一度に2～3年分身体が成長する。なお、半バンパニーズも同様の現象が起こる。
バンパイア・マウンテン
12年に一度、世界中のバンパイアが集まる「バンパイア総会」が開かれる場所。人にその存在は知られていない。元帥などはここで暮らしている。道のりは険しく、道具や乗り物を使ったりフリットしてはいけない掟がある（傷ある者の戦が始まってからは、情報伝達を速やかに行うため掟が緩められ、フリットは許可された）。広間や部屋が数え切れないほどあり、それぞれが迷路のような通路で結ばれている。広間の一つ一つには歴代の勇敢なバンパイアの名前が冠されている。常に工事で広間や通路が増え続ける反面、時には落盤の発生等で使えなくなる場所もあるため、誰一人として全てを把握しきれてはおらず、カーダが地図を作ろうと努力していた。
血の石
はるか昔にミスター・タイニーから贈られた石。実は竜の脳。伝説ではバンパイアが滅んでもこの石があれば復活できるといわれているが、血の石の中に入っているバンパイアの血の遺伝子を使い、ミスター・タイニーが再生させるというだけの話。もし再生させてもタイニーは細工をして元のバンパイアとは違う凶暴で知能の遅れたバンパイアにしてしまう。
力量の試練
バンパイア将軍を志すバンパイアが受ける試練。だが実際にはバンパイア将軍を志していなくとも、自身の力量を周囲に示すために受けるバンパイアも多いとされている。数ある課題の中から5つをくじのような物で選び、体力と勇気、運を量る。内容は、激流の中に沈む大きなメダルを取ってくる、炎が縦横無尽に吹き出す部屋で炎を避け続けるなど様々で、一つとして楽にこなせるものは無い。試練に失敗した場合、ほとんどはそのまま命を落とし、仮に死ななかったとしても掟により処刑される。当然、棄権なども許されないため、成功させる以外に生き残る術は無い。元帥に限り処罰とは無縁のため処刑の対象にならず、ダレンは2度受け、2回目に成功した。
大王ハンター
バンパニーズ大王を唯一倒すことができる者たち。ダレン、クレプスリー、バンチャの3名。ミスター・タイニーがバンパイアマウンテンまで来て直々に指名した。バンパニーズ大王とは3回接触のチャンスがあり、3回の内どこかで大王を倒せばバンパイア一族の勝利となるが、全て逃すとバンパニーズ一族の勝利となる。他のバンパイア達はバンパニーズ大王を倒す旅には関わってはならない（ただし、他のバンパニーズと戦うことはできる）。バンパイアでなければ力を貸してもらってもよいため、リトル・ピープルのハーキャットや人間のデビー、アリス警部はバンパイア側に立って戦いに参加した。大王ハンター以外のバンパイアがバンパニーズ大王を倒してしまった場合はバンパイア一族の勝利は失われるが、一方でバンパニーズ側からしても大王ハンターを倒せるのはバンパニーズ大王のみであり、他のバンパニーズが手を下した場合はバンパニーズ一族の勝利は失われる。エバンナの予言によると、バンパニーズ大王を倒せなかった場合ハンターは3名中2名は死ぬ運命にあるが、残る1名は滅びゆくバンパイア一族を見届けなくてはならない。
バンピライツ
バンパイアの基礎を教え込まれた武装集団。後述のバンペットに対抗して生まれた。リーダーはデビー・ヘムロックとアリス・バージェス。メンバーにはアリスが引き入れた軍人や警官もいるが、大半はバンパニーズの犠牲となっていたホームレスで構成される。バンペットと同じで、バンパイアではないので、銃火器やボウガンなどの飛び道具を使える。
楽園
まっとうな人生を送ればたどり着けると、バンパイアたちが信じているところ。宇宙の彼方にあると言われている。人間のいう天国のような所。

### バンパニーズ関連
バンパニーズ
バンパイアと同じ闇の世界の種族。かつてはバンパイアと同じ種族だったが、700年前に出来た「人を殺してはならない」という掟やバンパイアの階級制度に不満を抱いた者たちが独立し、バンパニーズと呼ばれるようになった。
バンパイア一族はこれを許さず全面戦争に発展するが、人間の介入を経て両者とも絶滅の危機に陥ったため、やむを得ず当時のバンパイア元帥が「表立って人を殺すのをやめるならば行動を黙認する」と休戦協定を結ぶ。それ以降「同胞を殺した者への報復」を除き、互いに手出しすることを禁じられてきたが、バンパニーズ大王の出現により協定に終止符が打たれた。
バンパイアとは上述の能力や規律に厳しいなどの共通点があるが、「人間の血を全て飲み干し、その魂を取り込む事こそ気高い」と考える点で大きく異なっている。大量の人間の血を摂取する影響で、紫色の肌と赤い瞳を持つなど姿もバンパイアより怪物然としている。
本来はバンパイアと同じように高潔な種族であり、血を飲む時人間を死なせはするがそれ以外に無益な殺生はしなかった。しかしスティーブが大王となり傷あるものの戦が始まってからは様相が変わり、バンパイア一族とその仲間に対して卑劣な謀略を巡らせるようになった。人間界にも積極的に接触し仲間を増やす一方で、血を取り入れる目的以外で大量の人間を殺害するようになった。かつてなら仲間に引き入れなかった狂人のR・Vや粗暴なバンペット達が先陣を切って戦うようになったが、これも時代の変化についていくために、という大王の指示である。
半バンパニーズ
バンパニーズの血を受けながら完全に本物になっていない状態。バンパニーズの血が流れていることを除けば、能力や特徴、純化作用が起こる点などは半バンパイアと同一。
バンパニーズ大王
本来は階級が存在しないバンパニーズにおいて、バンパニーズ一族を支配しバンパイア一族との戦いを勝利に導くと言われている大王。ミスター・タイニーが出現を予言した。燃え盛る炎の棺から無傷で出てきたものがこれになる。作中でスティーブが大王として認められた。大王ハンターはバンパニーズ大王が直々に手を下さなければならず、他のバンパニーズが大王ハンターを倒してしまった場合バンパニーズ一族は敗北する。なお、全てのバンパニーズが大王を崇拝しているわけではなく、「バンパニーズ大王に従わなければ一族が滅びる」という言い伝えがあるため仕方なく従っているバンパニーズも少なくないという。
炎の棺
はるか昔にミスター・タイニーから贈られた、バンパニーズの持っている棺。「運命の使者」を名乗るバンパニーズの一団に守られている。この中に普通の人間やバンパニーズが入ると瞬く間に炎で焼き尽くされて死んでしまうが、「バンパニーズ大王」になる者は、この中に入っても無傷で出てこられると言われている。スティーブが入り生還し、ガネンがそれを確認してスティーブがバンパニーズ大王となった。
バンペット
人間界と闇の世界に繋がりをもたせるためスティーブが考案した、バンパニーズに従う人間で構成された武装集団。メンバーの中にはモーガンの様な現職の警官も含まれている。バンパニーズの基礎を教え込まれているが、バンパニーズの血が流れていないので、戦闘の際は銃火器やボウガンなどの飛び道具を使える。茶色のシャツに黒のズボン姿、頭をそり上げこめかみにVの刺青を入れて目の周りを赤く塗っているのが特徴。規律を重視するバンパイアやバンパニーズと違い、単に暴れたいだけの素行不良な集団であるため、バンパニーズの中にもよく思わない者もいる。

### その他の用語
シルク・ド・フリーク
巡業サーカス。非常に珍しい異形のものたちがショーを行う、世に二つとないサーカスだが、指示に従わないと身体の危険があり、通常の見世物とは一線を画している。団長はミスター・トールで、クレプスリーも所属している。このサーカスのチラシをダレンとスティーブが手にしたのが物語の全ての始まりであった。半パンパイアになってからバンパイア・マウンテンに向かうまでのダレンにはシルク・ド・フリークが家代わりとなった。基本的にメンバーは全員ダレンに友好的。特に同年代だったエブラはダレンの親友となり、トラスカはクレスプリーを失い自暴自棄となったダレンを再び奮い立たせた。
環境戦士
自然を守り道路建設などに反対する架空のNPO団体。R･Vが所属していた。
傷ある者の戦
バンパイアとバンパニーズの戦い。途中から「バンピライツ（フリークのメンバー及びホームレス）&バンパイア」対「バンペット&バンパニーズ」の戦いになった。3回の決まった機会中にバンパニーズ大王を倒せばバンパイア一族の勝利、倒せなければバンパニーズ一族の勝利とされた。敗北した側の一族に未来はなく、勝利した側の一族に滅ぼしつくされる。多数のバンパイア、バンパニーズのみならず、大勢の人間も犠牲になった末、双方のリーダー格であるダレンとスティーブが共に死亡。戦況は膠着状態となり、その後ハーキャット、バンチャ、ガネンらの努力で最終的には和解に進んだ。
竜の世界
ハーキャットの前世を探る旅で、ダレンとハーキャットが送り込まれた異世界。その名の通り竜が支配する世界であり、精霊の湖が存在するのもこの世界である。果てしなく続く荒野、恐竜ほどの巨体を持つヒキガエル、謎の怪生物グロテスクの棲む神殿など、あらゆる面でダレンたちの世界とはかけ離れている。当初、ダレンたちは現在より遥か過去の世界、或いはどこか別の惑星であると考えていたが、後に傷ある者の戦が終結した後、闇の帝王が支配する未来の世界だということが判明する。
精霊の湖
人生を全うに生きられなかった魂がたどり着く場所。自分からは出られず、外にいる人が死者を引き上げたことのある網を使って引き上げれば、魂は生前の姿に戻れる。但し、その場に自分の生まれ変わりのリトルピープルがいると、魂は同時に2つの体に留まれないため、本体が優先されリトルピープルの細胞が崩れ死んでゆく。
闇の帝王
エバンナやミスター・トールが誕生を予言した、荒廃しきった未来の世界に君臨する暴君。自分に逆らう者は容赦なく叩きのめし、暴力で自分のほしいままに世界を作り変える存在。傷ある者の戦で勝利した側のリーダー、即ちダレンかスティーブであるとされていた。当初はその出現が運命として定められていて、何があっても絶対に誕生してしまうとされていたが、実はミスター・タイニーが自分の望むように世界を作り変えるために、運命をねじ曲げて生み出した存在であることがタイニー自身の口から判明した。

## 刊行情報
- ダレン・シャンI -奇怪なサーカス- ISBN 4-09-290301-4
- ダレン・シャンII -若きバンパイア- ISBN 4-09-290302-2
- ダレン・シャンIII -バンパイア・クリスマス- ISBN 4-09-290303-0
- ダレン・シャンIV -バンパイア・マウンテン- ISBN 4-09-290304-9
- ダレン・シャンV -バンパイアの試練- ISBN 4-09-290305-7
- ダレン・シャンVI -バンパイアの運命- ISBN 4-09-290306-5
- ダレン・シャンVII -黄昏のハンター- ISBN 4-09-290307-3
- ダレン・シャンVIII -真夜中の同志- ISBN 4-09-290308-1
- ダレン・シャンIX -夜明けの覇者- ISBN 4-09-290309-X
- ダレン・シャンX -精霊の湖- ISBN 4-09-290310-3
- ダレン・シャンXI -闇の帝王- ISBN 4-09-290311-1
- ダレン・シャンXII -運命の息子- ISBN 4-09-290312-X
- ダレンシャン外伝 ISBN 4-09-290319-7

## 映画版
2000年にワーナー・ブラザースが映画化権を取得したが、2004年に放棄された。その後、2005年1月14日にユニバーサル・スタジオが映画化権を購入し、2008年2月より撮影を開始。2009年10月23日よりアメリカなど世界数カ国で公開された。日本での公開は2010年3月19日。
ストーリーは中盤まで第1巻に沿ったものだが、ダレンとスティーブの当初の年齢が16歳（1993年～2009年）、バンパニーズの皮膚が変色していない、原作にいないキャラクターが登場するなど、原作との相違点やオリジナル要素がかなり多い。
この映画は物語の第一章目だが、興行成績も全く奮わず、原作ファンの評判も悪いため、次回作の制作は白紙状態である。
日本では劇場公開時は『ダレン・シャン』という邦題だったが、ソフト化した際には『ダレン・シャン ∼若きバンパイアと奇怪なサーカス∼』というサブタイトルが付けられた。また、劇場公開時の日本語吹替版ではイメージソングとして倖田來未の『Can We Go Back』が使用されていた。

### スタッフ
- 脚本・製作総指揮：ブライアン・ヘルゲランド
- 製作：ローレン・シュラー＝ドナー
- 監督：ポール・ワイツ

### キャスト
※括弧内は日本語吹替
- ダレン・シャン - クリス・マッソグリア（英語版）（山本裕典）
- ラーテン・クレプスリー - ジョン・C・ライリー（内田直哉）
- スティーブ・レナード - ジョシュ・ハッチャーソン（浪川大輔）
- マーロック - レイ・スティーヴンソン（藤真秀）
- マダム・トラスカ - サルマ・ハエック（LiLiCo）
- エブラ・フォン - パトリック・フュジット（高橋広樹）
- レベッカ - ジェシカ・カールソン（英語版）（新野美知）
- ミスター・タイニー - マイケル・セルヴェリス（英語版）（銀河万丈）
- ガブナー・パール - ウィレム・デフォー（山路和弘）
- ミスター・トール - 渡辺謙（渡辺謙）
- コーマック・リムズ - ジェーン・クラコウスキー
- ガーサ・ティース - クリステン・シャール（英語版）
- アレクサンダー・リブズ - オーランド・ジョーンズ
- ラムス・ツーベリーズ - フランキー・フェイソン（飯塚昭三）
- アニー・シャン - モーガン・セイラー
- ミスター・シャン - ドン・マクマナス（英語版）（高木渉）
- ミセス・シャン - コリーン・キャンプ
- ウルフマン - トム・ウッドラフ・ジュニア

## 漫画版
新井隆広作画で、小学館『週刊少年サンデー』2006年36・37合併号から2009年10号まで連載された。単行本は全12巻。単行本の巻末には新井隆広による製作秘話が載せられている。なお、外伝のみコミカライズされていない。原作にある残酷な描写・過激なセリフなどは修正あるいは表現を和らげている。
2009年夏には英訳され、アメリカやイギリスなどでも発売されている。

### 単行本
- ダレン・シャン I－奇怪なサーカス－：ISBN 4-09-120536-4
- ダレン・シャン II－若きバンパイア－：ISBN 978-4-09-120537-7
- ダレン・シャン III－バンパイア・クリスマス－：ISBN 978-4-09-120538-4
- ダレン・シャン IV－バンパイア・マウンテン－：ISBN 978-4-09-120539-1
- ダレン・シャン V－バンパイアの試練－：ISBN 978-4-09-120540-7
- ダレン・シャン VI－バンパイアの運命－：ISBN 978-4-09-121228-3
- ダレン・シャン VII－黄昏のハンター－：ISBN 978-4-09-121256-6
- ダレン・シャン VIII－真夜中の同志－：ISBN 978-4-09-121257-3
- ダレン・シャン IX－夜明けの覇者－：ISBN 978-4-09-121258-0
- ダレン・シャン X－精霊の湖－：ISBN 978-4-09-121259-7
- ダレン・シャン XI－闇の帝王－：ISBN 978-4-09-121260-3
- ダレン・シャン XII－運命の息子－：ISBN 978-4-09-121329-7

### 原作との相違点
- 一巻でチラシを受けとった人
- デビーがバンパニーズ側の策略で転入してきたダレンと再会した時の反応。
- クレプスリーの髪型。
- スピッツが人の肉を切り刻んで調理していたという部分が、自身の快楽のために人を殺していたに変更されている。
- エバンナがスティーブを蘇生させなかった理由。
- ダレンが自身の歴史を修正した後の行動。
- ハーキャットがたまに目を細める（原作ではまぶたがない）
- ダレンとスティーブがフリットを習得している。
- スティーブも純化作用を起こしている。
- 9巻でクレプスリーが怪我をした理由
  - 貨幣の単位がポンドからユーロに
  - クレプスリーが１巻で使用する超能力的技術と種明かしの件は全てオミット。能力の説明は２巻目から入る。
  - 醜いハーキャットがかわいいキャラに。まぶたもちゃんと付いてる。
  - カーダは長髪の美男子に。
  - デビーは原作では浅黒い肌だったのが白い肌に変更。
  - アニーは原作では大人になって太ったが、漫画ではスタイルに変化はない。
  - トミーは大人になるとトム・ジョーンズという選手名を名乗っていたが漫画では本名に。
  - ダレンのダリウス殺害を思いとどまらせたのがハーキャットではなくデビー。内容も日本人好みな展開に。
  - 原作の最終巻ではフリーク芸人のアレクサンダー・リブスが殺害されたが、漫画版では最後まで生存した姿が確認できる。
  - 原作よりダレンとスティーブの友情、因縁が深く描写されている。
  - ラストシーンが原作とはやや違う。人によるが原作よりも感動するとの事。
  - ある程度仕方がないが原作と比べ（特に1巻2巻）端折られてる部分もある。但し3巻以降は端折られた部分が少なくなった。